# علوم الحاسوب (مجلة)
علوم الحاسوب (بالإنجليزية: Computer Science)‏ هي مجلة علمية محكمة تصدر عن جامعة إيه جي إتش للعلوم والتكنولوجيا (كراكوف بولندا) ويحررها أعضاء هيئة التدريس في قسمي علوم الحاسوب والأتمتة. تأسست المجلة عام 1999 وتصدر كل ثلاثة أشهر منذ بداية عام 2012. رئيس التحرير هو ياتسيك كيتوفسكي.

## النطاق
تنشر المجلة مقالات تغطي جميع جوانب مشاكل علوم الحاسوب النظرية والتطبيقية.

## قضايا خاصة
وتنشر المجلة من حين لآخر أعدادًا خاصة تحتوي على مقالات تستند إلى عروض تقديمية في مؤتمرات مختارة.

## التقييم من قبل وزارة العلوم والتعليم العالي البولندية
كانت الدرجات التي حددتها وزارة العلوم والتعليم العالي البولندية، كأحد العوامل المهمة المستخدمة لتقييم مرافق البحث في بولندا، القيم التالية لمجلة علوم الحاسب الآلي:
- 7.0[9] (من 2012)
- 6.0[10] (2011)
- 2.0[11] (2010 وقَبلاً)

## روابط خارجية
- الموقع الرسمي